# Reincarnated as a Sword
Reincarnated as a Sword (転生したら剣でした, Tensei shitara ken deshita) est une série de light novel japonaise écrite par Yû Tanaka et illustrée by Llo. Elle commence comme roman en ligne sur le site Shōsetsuka ni Narō en octobre 2015. Elle est ensuite publiée comme light novel par Micro Magazine, qui met en vente le premier volume en juillet 2016. Une adaptation en manga dessinée par Tomowo Maruyama est publiée par Gentōsha. Une série manga dérivée, intitulée Reincarnated as a Sword: Another Wish et dessinée par Hinako Inoue, est publiée par Micro Magazine. Une série d'animation produite par le studio C2C est diffusée entre octobre et décembre 2022. Une seconde saison est en cours de production.

## Synopsis
Renversé par une voiture, le protagoniste meurt et est réincarné dans un monde de fantasy en tant qu'épée. Pour s'accomplir dans sa nouvelle forme, il se met en quête d'un porteur. Il rencontre alors une caravane de marchands d'esclaves attaqués par un ours à deux têtes. Il se met alors au service d'une jeune esclave fille-chat, Fran, afin qu'elle puisse tuer l'ours. Après avoir été libérée de l'esclavage, cette dernière donne à l'épée le nom de « Maître » et en fait son arme. Tous deux commencent alors leur aventure.

## Personnages
Maître (師匠, Shishō)
Voix japonaise : Shin-ichiro Miki (anime), Satoshi Hino (drama CD)
Un homme réincarné en tant qu'épée. Sous cette forme, il dispose de nombreux pouvoirs, qu'il partage à volonté avec Fran pour la rendre plus puissante.
Fran (フラン, Furan)
Voix japonaise : Ai Kakuma (anime), Inori Minase (drama CD)
Une jeune fille-chat de la tribu des Chats Noirs. Elle sort de son esclavage et devient aventurière après sa rencontre avec Maître. Elle cherche à évoluer, afin de prouver que même son peuple peut le faire.
Amanda (アマンダ)
Voix japonaise : Ami Koshimizu (anime), Michiko Neya (drama CD)
Une demi-elfe recueillant des orphelins. Elle maîtrise la magie de la tempête, la forme évoluée de la magie du vent. Elle voue un amour maternel sans bornes envers Fran.

## Productions et supports

### Light novel
Yû Tanaka publie initialement la série en tant que roman en ligne sur le site Shōsetsuka ni narō en octobre 2015. Micro Magazine acquiert ensuite les droits et publie la série au format light novel avec le label GC Novels. La série est illustrée par Llo. Dix-neuf volumes ont été publiés en mars 2025. L'édition limitée du cinquième volume est accompagnée d'un drama CD contenant une histoire originale.
| no                                                              | Japonais          | Japonais                            |
| no                                                              | Date de sortie    | ISBN                                |
| --------------------------------------------------------------- | ----------------- | ----------------------------------- |
| 1                                                               | 30 juillet 2016   | 978-4-89637-574-9                   |
| 2                                                               | 26 décembre 2016  | 978-4-89637-608-1                   |
| 3                                                               | 30 juin 2017      | 978-4-89637-639-5                   |
| 4                                                               | 24 novembre 2017  | 978-4-89637-670-8                   |
| 5                                                               | 30 mai 2018       | 978-4-89637-750-7 978-4-89637-751-4 |
| Une édition limitée de ce volume est accompagnée d'un drama CD. |                   |                                     |
| 6                                                               | 30 octobre 2018   | 978-4-89637-826-9                   |
| 7                                                               | 29 mars 2019      | 978-4-89637-863-4                   |
| 8                                                               | 28 septembre 2019 | 978-4-89637-924-2                   |
| 9                                                               | 30 mars 2020      | 978-4-89637-990-7                   |
| 10                                                              | 30 septembre 2020 | 978-4-86716-057-2                   |
| 11                                                              | 31 mars 2021      | 978-4-86716-124-1                   |
| 12                                                              | 24 septembre 2021 | 978-4-86716-189-0                   |
| 13                                                              | 30 mars 2022      | 978-4-86716-269-9                   |
| 14                                                              | 30 septembre 2022 | 978-4-86716-340-5                   |
| 15                                                              | 30 mars 2023      | 978-4-86716-408-2                   |
| 16                                                              | 29 septembre 2023 | 978-4-86716-476-1                   |
| 17                                                              | 29 mars 2024      | 978-4-86716-554-6                   |
| 18                                                              | 30 septembre 2024 | 978-4-86716-637-6                   |
| 19                                                              | 31 mars 2025      | 978-4-86716-739-7                   |

### Manga
Une adaptation en manga dessinée par Tomowo Maruyamawa est prépublié dans le magazine Denshi Birz de Gentōsha du 9 décembre 2016 au 15 janvier 2018. Après l'arrêt du magazine, il poursuit sa publication dans le Comic Boost. Le premier volume tankōbon sort en avril 2017. Un manga dérivé écrit par Tanaka et dessiné par Hinako Inoue, intitulé Reincarnated as a Sword: Another Wish commence sa sérialisation dans le Comic Ride de Micro Magazine le 1er juin 2020. Lors de l'adaptation en animé, la sortie de chaque épisode s'accompagne d'une histoire en quatre cases, intitulée Tenken 4 koma gekijō 〜 Furan to shishō no nichijō 〜 (転剣4コマ劇場〜フランと師匠の日常〜), illustrée par Itsuki Fujioka, publiée sur le compte Twitter officiel.
En France, la série principale est éditée par Ototo depuis le 28 octobre 2022. Une version française de Another Wish a commencé sur Piccoma.
| no                           | Japonais          | Japonais                            | Français          | Français          |
| no                           | Date de sortie    | ISBN                                | Date de sortie    | ISBN              |
| ---------------------------- | ----------------- | ----------------------------------- | ----------------- | ----------------- |
| 1                            | 24 avril 2017     | 978-4-344-83975-5                   | 28 octobre 2022   | 978-2-377174-94-2 |
| 2                            | 24 novembre 2017  | 978-4-344-84097-3                   | 28 octobre 2022   | 978-2-377174-95-9 |
| 3                            | 24 mars 2018      | 978-4-344-84178-9                   | 25 novembre 2022  | 978-2-377174-99-7 |
| 4                            | 21 septembre 2018 | 978-4-344-84303-5                   | 27 janvier 2023   | 978-2-377175-04-8 |
| 5                            | 22 mars 2019      | 978-4-344-84417-9                   | 24 mars 2023      | 978-2-377175-16-1 |
| 6                            | 24 septembre 2019 | 978-4-344-84507-7 978-4-344-84508-4 | 26 mai 2023       | 978-2-377175-21-5 |
| édition spéciale avec livret |                   |                                     |                   |                   |
| 7                            | 24 mars 2020      | 978-4-344-84623-4                   | 7 juillet 2023    | 978-2-377175-32-1 |
| 8                            | 24 septembre 2020 | 978-4-344-84706-4                   | 29 septembre 2023 | 978-2-377175-39-0 |
| 9                            | 24 mars 2021      | 978-4-344-84823-8                   | 17 novembre 2023  | 978-2-377175-51-2 |
| 10                           | 24 septembre 2021 | 978-4-344-84893-1                   | 29 mars 2024      | 978-2-377175-62-8 |
| 11                           | 30 mars 2022      | 978-4-344-85007-1                   | 31 mai 2024       | 978-2-377175-76-5 |
| 12                           | 24 septembre 2022 | 978-4-344-85107-8                   | 28 juin 2024      | 978-2-377175-87-1 |
| 13                           | 24 mars 2023      | 978-4-344-85198-6                   | 25 octobre 2024   | 978-2-377176-14-4 |
| 14                           | 22 septembre 2023 | 978-4-344-85298-3                   | 27 juin 2025      | 978-2-377176-48-9 |
| 15                           | 23 mars 2024      | 978-4-344-85386-7                   | 24 octobre 2025   | 978-2-377176-59-5 |
| 16                           | 24 septembre 2024 | 978-4-344-85464-2                   | —                 |                   |
| 17                           | 24 mars 2025      | 978-4-344-85568-7                   | —                 |                   |
| 18                           | 24 septembre 2025 | 978-4-344-85637-0                   | —                 |                   |

#### Another Wish
| no | Japonais          | Japonais          |
| no | Date de sortie    | ISBN              |
| -- | ----------------- | ----------------- |
| 1  | 30 septembre 2020 | 978-4-86716-060-2 |
| 2  | 27 mars 2021      | 978-4-86716-120-3 |
| 3  | 24 septembre 2021 | 978-4-86716-187-6 |
| 4  | 31 mars 2022      | 978-4-86716-266-8 |
| 5  | 29 septembre 2022 | 978-4-86716-337-5 |
| 6  | 31 mars 2023      | 978-4-86716-404-4 |

### Anime
Une adaptation en série télévisée d'animation est annoncée dans le douzième volume du light novel paru le 24 septembre 2021. La série est produite par C2C et réalisée par Shinji Ishihira, avec Takahiro Nagano écrivant et supervisant les scripts, Atsuki Saitō concevant les personnages et servant de directeur d'animation en chef, et Yasuharu Takanashi composant la musique. Sa diffusion commence le 5 octobre 2022 sur la chaîne japonaise Tokyo MX, et une semaine plus tôt sur le service de streaming Abema (en).
En complément de l'animé, un « drama vocal court » de 3 minutes, avec les voix de Shin'ichirō Miki et Ai Kakuma, sur une illustration d'Atsuko Saito, est publié  en exclusivité sur Abema le 5 octobre 2022.
Après la diffusion du douzième et dernier épisode de la première saison, une deuxième saison de la série d'animation est annoncée.

#### Liste des épisodes
| No | Titre français                                        | Titre japonais                       | Titre japonais                                  | Date de 1re diffusion télévisée |
| No | Titre français                                        | Kanji                                | Rōmaji                                          | Date de 1re diffusion télévisée |
| --- | ----------------------------------------------------- | ------------------------------------ | ----------------------------------------------- | ------------------------------- |
| 1 | La Fille aux oreilles de chat qui rencontra une épée  | 猫娘は剣に出会った                   | Nekomusume wa ken ni deatta                     | 5 octobre 2022                  |
| Un homme anonyme est tragiquement tué dans un accident de voiture et se réincarne dans un autre monde sous la forme d'une épée magique et dotée d'un esprit. Grâce à la télékinésie, il est capable de voler et d'acquérir des compétences en tuant des monstres. Il décide de continuer à tuer des monstres et de devenir l'épée la plus puissante du monde en attendant son manieur destiné. Ailleurs, une fille-chat noire nommée Fran vit comme une esclave maltraitée, équipée d'un collier qui l'empêche de défier les ordres, mais rêve de grandeur. Un jour, après avoir acquis de nombreuses compétences et de grandes capacités de guerrier, l'épée entre dans une forêt où toucher le sol draine sa magie à zéro. Incapable de voler, il reste coincé pendant des mois. Les humains auxquels Fran appartient sont attaqués par un ours à deux têtes. Voyant ses compagnons esclaves et l'un de ses propriétaires se faire massacrer, la laissant parmi les seuls survivants, elle cherche désespérément à aider et repère l'épée à proximité. En touchant sa poignée, il est capable de communiquer avec elle par télépathie et de voler à nouveau. Il partage toutes ses compétences avec elle, la transformant en une grande guerrière qui l'utilise pour tuer facilement le monstre. Le deuxième propriétaire de Fran, un autre survivant, lui demande de lui donner l’épée et commence à la blesser lorsqu’elle refuse. Irrité par cet abus, l'épée le tue et brûle le contrat d'esclave de Fran, faisant tomber le collier de Fran, la libérant. Il demande officiellement à Fran d'être sa manieuse et elle accepte, car son objectif est d'évoluer, ce qu'aucun Chat Noir n'a jamais réussi auparavant. Le considérant comme son professeur, Fran le nomme Maître. Maître décide de consacrer sa nouvelle vie à assurer la sécurité de Fran.              |                                                       |                                      |                                                 |                                 |
| 2 | L'Examinateur incroyable de la guilde des aventuriers | 冒険者ギルドに行ったら鬼試験官でした | Bōkensha girudo ni ittara oni shikenkan deshita | 12 octobre 2022                 |
| Fran sauve un aventurier nommé Randell d'une embuscade gobelin. Maître garde sa sapience secrète et ne parle à Fran que par télépathie. À Alessa, une ville de la guilde des aventuriers, Nell la réceptionniste, qui cache son côté obscur, informe Fran qu'elle doit réussir une simulation de combat, et l'examinateur est Donadrond, un ogre puissant. Fran et Maître combinent les compétences de l'épée avec la magie, ce qui, selon Nell, devrait être impossible à moins que Fran n'ait deux cerveaux. Donadrond admet volontiers sa défaite. Le maître de guilde Klimt l'accepte comme mage épéiste. Fran vend une partie de son butin pour une petite fortune, suscitant la jalousie des mercenaires proches. Croyant qu'un chat noir ne peut être qu'un voleur et un menteur, ils se battent avec elle, mais Nell, qui a décidé qu'elle aime Fran, la défend. Incapable de les supporter insultant la tribu des Chats Noirs, Fran coupe les jambes du chef tout en battant les autres. Ils insistent sur le fait que Fran devrait être arrêtée pour les avoir attaqués, mais Nell et les aventuriers de la guilde conviennent tous qu'il s'agissait d'une légitime défense et infligent une amende de 100 000 pièces d'or au chef des mercenaires, Nell révélant son côté obscur en refusant de soigner ses jambes jusqu'à ce qu'il paie. Maître décide qu'ils ont besoin d'une chambre pour la nuit et d'une armure pour Fran. Pendant ce temps, un aventurier nain, qui possède la compétence d'évaluation la plus élevée, Œil divin, est pleinement conscient que Maître est une épée vivante et intelligente. |                                                       |                                      |                                                 |                                 |
| 3 | Un Mage-forgeron suspect                              | 魔法鍛冶師は曲者でした               | Mahō tanyashi wa kusemono deshita               | 17 octobre 2022                 |
| Le nain Gallus invite Fran dans sa boutique, expliquant qu'il est le célèbre forgeron errant de Granzell. D'autres aventuriers sont jaloux car Gallus est notoirement exigeant quant à qui il vend son équipement. Après avoir vendu l'armure enchantée de Fran, Gallus pose des questions sur Maître. Maître craint de ne pas être aussi fort que les autres épées, mais Garrus révèle que ce qui rend le Maître le plus puissant est sa conductivité de mana ultra élevée ; Plus Fran met de magie en lui, plus il devient puissant. Garrus admet qu'il n'est pas assez habile pour forger une épée comme Maître, donc il n'a pu être forgé que par un forgeron divin. Maître paie Gallus pour fabriquer un fourreau pour lui et d'autres équipements pour Fran. Avec du temps libre, Fran et son mentor acquièrent plus de vêtements, de nourriture et une chambre. Ailleurs, les gobelins survivants qui ont tendu une embuscade à Randell utilisent la magie pour évoluer en Hobgobelins. Lors de sa première quête, la cueillette d'herbes, Fran sauve trois aventuriers, Lily, Crull et Eustace, en tuant les Hobgobelins. Les aventuriers s'inquiètent ; la présence de Hobgobelins signifie qu'un roi gobelin a récemment évolué et qu'il devrait localiser une reine gobelin; leur progéniture formera une armée de Hobgobelins qui pourrait même menacer la ville d'Alessa. Fran décide de détruire leur nid seule, mais Maître s'inquiète alors que Fran attaque imprudemment, ignorant les blessures qu'elle reçoit. |                                                       |                                      |                                                 |                                 |
| 4 | L'Invasion gobeline, toute une affaire                | ゴブリンスタンピードはオオゴトでした | Goburin sutanpīdo wa ōgoto deshita              | 26 octobre 2022                 |
| Fran tue tous les gobelins présents, disant qu'elle doit devenir plus forte. Les aventures reviennent avec des renforts et découvrent que les gobelins venaient d'un donjon. Klimt organise une expédition pour attaquer le donjon le lendemain et donne une promotion à Fran. Gallus répare son armure et dit que les maîtres de donjon sont habilités par la Déesse du Chaos. Fran emmène Maître avec elle aux bains publics, à son grand embarras, mais Nell la réprimande pour avoir apporté une arme. Nell explique que la déesse du chaos lance des défis au monde comme les maîtres du donjon pour éviter la stagnation. Le dieu de la guerre était maléfique et fut tué par les autres dieux, mais pas avant d'avoir créé les gobelins et d'autres monstres. Nell se plaint qu'August, le vice-capitaine de la garde qui n'aime pas les aventuriers, refuse d'envoyer des chevaliers pour les aider et souhaite qu'Amanda, l'as de la guilde, revienne de son voyage. Le lendemain, Gallus donne au Maître son fourreau terminé et Fran rejoint le groupe, dirigé par Donadrond. Les gobelins leur tendent une embuscade à l'entrée du donjon et tuent la plupart des membres du groupe. Fran tue plusieurs gobelins et entre dans le donjon. À l’intérieur, un gobelin se réjouit qu’avec le monstre qu’il vient d’invoquer, l’Empire gobelin soit invincible. |                                                       |                                      |                                                 |                                 |
| 5 | Des Débuts fracassants                                | ダンジョンデビューは無双でした       | Danjon debyū wa musō deshita                    | 2 novembre 2022                 |
| Fran et Maître décident de tuer et d'absorber uniquement les cristaux des gobelins dotés de compétences utiles et de laisser le reste aux autres. Ils trouvent le roi et la reine gobelins, mais les tuent d'un seul coup à leur grande surprise. Ils réalisent que le donjon est plus profond et se frayent un chemin à travers un essaim de coléoptères géants. Ils entrent par une porte cachée et trouvent le maître du donjon, un gobelin intelligent qui a réussi à invoquer un démon supérieur de haut niveau. Le maître du donjon se vante de conquérir le monde avec son serviteur, mais le démon avertit son invocateur de ne pas lui donner d'ordres et attaque Fran. Il est beaucoup plus puissant que n'importe quel ennemi qu'elle et Maître ont affronté auparavant et coupe les mains de Fran, mais Maître la guérit rapidement. Pendant ce temps, le reste du groupe ne peut pas franchir la porte pour l'aider. Maître demande à Fran de battre en retraite, mais elle refuse et continue de combattre le démon. Le démon reconnaît que les compétences d'épée de Fran sont supérieures aux siennes, puis utilise sa capacité spéciale Vol de compétences pour voler ses compétences d'épée, se vantant qu'elle est condamnée. |                                                       |                                      |                                                 |                                 |
| 6 | Un Archidémon tricheur                                | 上級悪魔はチートでした               | Gurētādēmon wa chīto deshita                    | 9 novembre 2022                 |
| Vol de compétences ne fonctionne pas parce que les compétences d'épée de Fran sont empruntées à Maître. Le maître du donjon tente d'aider le démon, mais il refuse son aide. Maître se souvient que l'invocation d'un maître du donjon ne peut pas survivre sans lui et dit à Fran de diriger ses attaques contre lui, forçant le démon à le protéger. Fran jette Maître sur le maître du donjon, mais lorsque le démon tente de l'attaquer, il change de direction de manière inattendue et empale le démon à la place, le tuant. Sa lame se brise au cours du processus, faisant croire à Fran qu'il est mort avant de révéler qu'il peut se réparer grâce à l'absorption du cristal du démon. Ils tuent le maître du donjon avec le sabre du démon, faisant disparaître le donjon. Le reste du groupe la félicite, mais Donadrond la réprimande pour être partie seule et ne pas les avoir attendus. Maître l'apaise en lui promettant de lui préparer du curry et révèle qu'il a acquis Vol de compétences et qu'il utilise ses nouveaux niveaux d'expérience pour maximiser Vol de compétences et ses compétences à l'épée. Klimt appelle Fran et lui demande ce qui est arrivé au cristal du démon, car c'est un matériau très précieux. Fran cache le fait que Maître l'a absorbé et dit qu'il a simplement disparu. Klimt la croit, mais August fait irruption dans le bureau et la traite odieusement de menteuse. |                                                       |                                      |                                                 |                                 |
| 7 | Le lieutenant des chevaliers est un sale type         | 騎士団副団長はヤな奴でした           | Kishidan fuku danchō wa yana yatsu deshita      | 16 novembre 2022                |
| August, vice-capitaine des chevaliers d'Alessa, utilise sa compétence Vérité par le mensonge pour identifier les mensonges de Fran. Maître évalue August et découvre qu'il abuse de ses compétences pour accuser à tort les roturiers et charmer ses supérieurs. August exige tout le butin du donjon comme amende pour que Fran ait menti à un noble, mais Klimt refuse car le butin appartient aux aventuriers. Pour le punir de son égoïsme, Maître et Fran utilisent Vol de compétences pour voler secrètement deux des compétences d'August, Vérité par le mensonge et Étiquette de noblesse, le laissant socialement grossier. Fran est promue au rang D et devient populaire auprès de ses camarades de guilde. Fran découvre que l'étiquette l'a rendue plus charmante. Maître rêve de sa réincarnation qui comprenait trois belles femmes. Il prépare à Fran le curry qu'il a promis et d'autres repas à conserver dans son espace de stockage dimensionnel pour que Fran puisse les manger lors de longs voyages. Fran entend une rumeur selon laquelle August s'est socialement embarrassé devant la royauté, provoquant la colère de son père, le comte Holmes. Un August fou apparaît à Fran, chauve et tellement sale que Fran le prend pour un zombie. Il accuse Fran de l'avoir maudit, ruiné sa vie, et a engagé un assassin pour la tuer. L'assassin se révèle être un chat bleu, ennemi de longue date des chats noirs comme Fran. Ailleurs, une femme aux oreilles pointues s'approche d'Alessa. |                                                       |                                      |                                                 |                                 |
| 8 | Nos ennemis jurés les Chats bleus                     | 青猫族は仇敵でした                   | Aoneko-zoku wa kyūteki deshita                  | 23 novembre 2022                |
| Fran révèle que ce sont les Chats Bleus qui ont systématiquement affaibli les Chats Noirs et les ont discriminés pendant des siècles. Le chat bleu, Gyuran, décrit joyeusement la torture et le meurtre de chats noirs. Fran a peur jusqu'à ce que Maître lui rappelle qu'elle n'est pas seule. Fran coupe les membres de Gyuran et pille son épée, jurant qu'un jour les chats noirs ne craindront plus les chats bleus, puis lui coupe la tête. Elle envisage également de tuer August, mais est arrêtée par Klimt qui a conclu un accord avec le père d'August ; en échange d'une somme importante versée à la guilde, August sera assigné à résidence à perpétuité. La femme aux oreilles elfiques, une aventurière de rang A nommée Amanda, apparaît et tombe instantanément amoureuse de la gentillesse de Fran, se déclarant sa nouvelle mère, ce que la jeune fille rejette. Amanda commence à suivre Fran partout, jusqu'à ce qu'elle se plaint à Nell, qui révèle qu'Amanda dirige en fait un orphelinat, gagnant le titre de gardienne des enfants, bien qu'elle semble être une harceleuse effrayante. Klimt offre à Fran 5 cristaux de monstre de haut niveau si elle rejoint les aventuriers enquêtant sur un nid de monstres araignées dans un donjon déjà vaincu. Fran accepte et reçoit également la permission d'enquêter sur un autre donjon actif près du village d'Ulmutt. Maître absorbe les cristaux pour passer à nouveau au niveau supérieur, mais Fran est découragée lorsqu'Amanda insiste pour rejoindre également la quête. |                                                       |                                      |                                                 |                                 |
| 9 | L'aventurière de rang A est monstrueuse               | ランクA冒険者はバケモノでした        | Ranku Ē bōkensha wa bakemono deshita            | 30 novembre 2022                |
| Fran apprend que vaincre les araignées est également un examen de promotion pour deux équipes de rang E, Dragon's Roar et Forest Eyes, supervisé par les examinateurs Cruise, Rig et Eizelle. Clad, le leader de Dragon's Roar, qui n'aime pas l'idée que des femmes les rejoignent, accuse Fran d'avoir manipulé Klimt pour qu'il la promeuve injustement, mais son intimidation est constamment stoppée par Amanda. Il la défie plus tard en duel pour prouver qu'elle a mérité sa promotion, alors elle utilise le plat de la lame du Maître pour le battre. Intriguée, Amanda demande également à se battre en duel, pariant que Fran doit l'appeler maman si elle perd tandis que Fran parie que si elle gagne, Amanda la laissera tranquille. Après un court combat difficile, Fran est vaincue, mais pas avant d'avoir réussi à porter un coup à Amanda. Amanda est indemne grâce à l'une de ses compétences défensives, mais est impressionnée que Fran soit la première personne depuis des années à avoir failli lui faire du mal. Leurs actions ont accidentellement déclenché des incendies, mais le groupe parvient à les éteindre. Maître est fier des progrès de Fran. Inconsciente, Fran rêve de sa mère. Au réveil, elle accepte d'appeler Amanda Maman, mais Amanda l'arrête car il est évident que la mère de Fran occupe une place spéciale dans son cœur, mais elle jure de toujours soutenir Fran. En utilisant Vérité par le mensonge, Maître détecte que chaque promesse d'affection maternelle d'Amanda est sincère et qu'elle a véritablement mérité son titre de gardienne des enfants. Clad se rend compte que Fran est vraiment aussi forte que tout le monde le prétend. Il révèle également qu'ils ont tous défié Amanda, mais qu'ils n'ont pas non plus pu la battre. Le lendemain matin, tout le monde se prépare à entrer dans le donjon. |                                                       |                                      |                                                 |                                 |
| 10 | Le Piège déloyal des araignées                        | 蜘蛛のトラップは反則でした           | Kumo no torappu wa hansoku deshita              | 7 décembre 2022                 |
| Un homme sinistre s'approche du donjon pendant que le groupe y entre. Amanda révèle qu'elle a perdu plusieurs camarades dans ce donjon dans le passé, l'amenant à s'occuper de leurs enfants orphelins. Ils combattent les pièges, les insectes géants et les araignées piégeuses tout en collectant leur précieuse soie. Amanda donne à Fran des cours de combat et de magie tout en notant à quel point il est inhabituel que Fran puisse utiliser trois éléments. En apprenant cela, Fran et Maître maîtrisent rapidement la magie de foudre. Fran remercie Amanda en partageant du curry dont personne n'a entendu parler et qu'elle trouve délicieux. Plus profondément dans le donjon, les araignées piégeuses ont évolué en araignées astucieuses, avec un venin plus mortel et une plus grande force et une plus grande vitesse. Le groupe se retire, mais deux des amis de Clad, Bart et Victor, tombent sur Fran et atterrissent sur un téléporteur. Ils sont téléportés sans leurs armes, y compris Maître, et atterrissent devant la forme évoluée ultime de l'araignée astucieuse, l'énorme araignée escroc. Alors qu'Amanda récupère Maître et qu'ils les recherchent, ce dernier ne peut pas atteindre Fran par télépathie, tandis que Fran, désormais impuissante, panique et demande ce qu'elle peut faire sans son mentor. |                                                       |                                      |                                                 |                                 |
| 11 | Comment j'ai invoqué un loup mythique                 | 召喚したら魔狼でした                 | Shōkan shitara marō deshita                     | 14 décembre 2022                |
| L'araignée escroc, qui a le haut du corps d'une femme, joue avec Fran, Bart et Victor en déclenchant des pièges sur eux. Le groupe se sépare pour les chercher tandis qu'Amanda part seule. Avec peu d'options, Maître révèle qu'il peut parler et se déplacer à Amanda et invoque un loup Onyx en tant que familier pour essayer de retrouver Fran. Le loup devient fou à cause de l'excès de mana et Amanda dit que les familiers doivent être nommés. Maître l'appelle Jet et il se calme, évolue en un loup des ténèbres, beaucoup plus grand, et suit l'odeur de Fran. Fran, Bart et Victor sont neutralisés par des fléchettes empoisonnées et l'araignée escroc envoie ses sbires pour les dévorer. Fran s'imagine à nouveau comme une esclave sans défense, mais une vision de Maître l'inspire à se lever et à riposter à mains nues. Maître, Jet et Amanda arrivent et blesse l'araignée escroc, qui se retire; puis Maître guérit Fran. Fran est heureuse de rencontrer Jet et ils confessent les secrets de Maître à Amanda, qui est émerveillée. Ils guérissent Bart et Victor, qui s'étaient évanouis et ne connaissent pas Maître, et se rendent au point de rendez-vous, mais personne d'autre n'est là. L'araignée escroc guérit ses blessures et pousse des cris qu'ils entendent, puis ils voient un grand oiseau blanc apparaître dans un éclair de lumière. |                                                       |                                      |                                                 |                                 |
| 12 | Le Voyage palpitant de Fran                           | 旅立つフランはワクワクでした         | Tabidatsu Furan wa wakuwaku deshita             | 21 décembre 2022                |
| L'oiseau était Tarua, le familier d'un membre du groupe qui conduit le groupe vers les autres qui sont piégés par l'araignée escroc et ses enfants. Alors qu'ils les sauvent, Fran combat le monstre. Amanda se souvient de la fois où elle a adopté deux enfants de la tribu des chats noirs, une petite fille nommée Framia et un petit garçon nommé Kinan, mais a refusé de leur apprendre à se battre parce qu'elle ne voulait pas qu'ils soient blessés, ce qui s'est retourné contre eux lorsqu'ils ont essayé de devenir des aventuriers de toute façon et ont été tués. Déterminée à ne pas laisser Fran mourir, elle annihile l'araignée escroc, mais met Fran en colère en détruisant également son cristal. Après avoir vidé le donjon, Klimt autorise Fran à se rendre à Ulmutt et elle est promue. Gallus donne à Fran une nouvelle armure ; Maître s'énerve parce que cela expose son ventre, mais le forgeron montre que cette tenue la protège grâce à un champ de force. Gallus dit qu'il se rendra également à Ulmutt, par un itinéraire différent. Alors que la guilde dit au revoir à Fran, elle appelle finalement Amanda Mamanda, lui faisant réaliser que Fran est la fille de Kinan et Framia. Klimt discute avec son neveu, le propriétaire de Tarua, de la façon dont August a engagé quelqu'un pour donner des potions d'évolution aux araignées. Tarua juge que Fran a un bon caractère et n'est pas une espionne malgré sa force inhabituelle. Fran surfe dans le ciel sur Maître et s'approche d'une île céleste, seulement pour qu'ils soient renversés et s'écrasent dans un bâtiment sous l'île où ils sont confrontés au nécromancien Jean du Vix. |                                                       |                                      |                                                 |                                 |